# Джордж Стибиц
Джордж Робърт Стибиц (на английски: George Robert Stibitz) (30 април 1904 – 31 януари 1995) е американски физик и изобретател, създал първия двоичен електро-механичен компютър (с релета). Работи в Лаборатории Бел, където в края на 1930-те комбинира булева алгебра с електро-механични релета и създава цифров електромеханичен компютър, предназначен да изпълнява аритметични операции с комплексни числа, при който за първи път е осъществен отдалечен достъп и така става предшественик на концепцията за дистанционно управление.
Роден е в Йорк, Пенсилвания. Следва в университета Денисън в Гранвил, Охайо и в Юниън колидж. През 1930 защитава дисертация по математическа физика в университета Корнел.

## Компютър с комплексни числа
Лабораториите Бел започват да разработват проекти в областта на автоматизиране на изчисленията едва в края на 1930-те, макар че още от 1925 г. е известна възможността към тях да се приложат вериги с релета. Стибиц започва своите експерименти през 1937 г. и съставя електрически вериги с електромеханични релета за събиране, умножение и деление. Първоначално използва бинарни операции и автоматично превръщане на десетични в двоични числа и обратно, а по-късно се спира на бинарно представяне на десетичните числа. Създава проект на изчислителна машина за умножение и делене на комплексни числа, която е необходима за проектиране на филтриращи електрически схеми. През ноември 1938 г. към Стибиц се присъединява Самюъл Уилямс и двамата усъвършенстват проекта и построяват машината между април и октомври 1939 г. Електромеханичният компютър Model 1, станал известен като Компютър с комплексни числа (на английски: Complex Number Computer), има предназначение да изпълнява аритметични операции с комплексни числа и е пуснат в действие през януари 1940. Не след дълго е модифициран, като са добавени телетипи, разположени на различно място, т.е. осъществено е дистанционно управление на машината. Използван е редовно от Лабораториите Бел до 1949 г.

През септември 1940 е извършена публична демонстрация на възможностите на машината на сбирка на Американското математическо общество, като е осъществена отдалечена връзка между Ню Йорк и Хановер, Ню Хампшър. На демонстрацията присъстват Джон Моукли и Норберт Винер. По този повод в Дартмът Колидж, Хановер, е поставена мемориална плоча с текст 
| „ | В тази сграда на 9 септември 1940, Джордж Робърт Стибиц от Лабораториите Бел демонстрира за първи път дистанционна работа с цифров електромеханичен компютър на среща на Асоциацията на математиците в Америка (на английски: Mathematical Association of America). Участниците поставят задачи на компютъра в Ню Йорк и след секунди получават решенията по телетип. | “ |